# Gonocephalum
Gonocephalum es un género de escarabajos de la tribu Opatrini.

## Especies
- Gonocephalum adelaidae (Blackburn, 1894)
- Gonocephalum adpressiforme Kaszab, 1951
- Gonocephalum aequatorialis Blanchard, 1853
- Gonocephalum affine (Billberg, 1815)
- Gonocephalum alternatum Carter, 1915
- Gonocephalum arenarium (Fabricius, 1775)
- Gonocephalum assimile (Küster, 1848)
- Gonocephalum australe (Boisduval, 1835)
- Gonocephalum besnardi (Kaszab, 1982)
- Gonocephalum bilineatum (Walker, 1858)
- Gonocephalum calvulum (Olliff, 1889)
- Gonocephalum carpentariae (Blackburn, 1894)
- Gonocephalum costatum (Brullé, 1832)
- Gonocephalum cowardense (Blackburn, 1894)
- Gonocephalum depressum (Fabricius, 1801)
- Gonocephalum dilatatum (Wollaston, 1854)
- Gonocephalum elderi (Blackburn, 1892)
- Gonocephalum granulatum (Fabricius, 1791)
- Gonocephalum hackeri Carter, 1928
- Gonocephalum hispidocostatum (Fairmaire, 1883)
- Gonocephalum humeridens occidentale Ardoin, 1965
- Gonocephalum insulanum (Olliff, 1888)
- Gonocephalum lefranci (Fairmaire, 1863)
- Gonocephalum macleayi (Blackburn, 1907)
- Gonocephalum mastersi (Macleay, 1872)
- Gonocephalum merensi (Uyttenboogaart, 1929)
- Gonocephalum meyricki (Blackburn, 1894)
- Gonocephalum misellum (Blackburn, 1907)
- Gonocephalum oblitum (Wollaston, 1864)
- Gonocephalum obscurum (Küster, 1849)
- Gonocephalum patruele (Erichson, 1843)
- Gonocephalum perplexum (Lucas, 1849)
- Gonocephalum prolixum (Erichson, 1843)
- Gonocephalum pubiferum Reitter, 1904
- Gonocephalum pusillum (Fabricius, 1791)
- Gonocephalum pygmaeum (Steven, 1829)
- Gonocephalum rusticum (Olivier, 1811)
- Gonocephalum setulosum (Faldermann, 1837)
- Gonocephalum subcostatum Carter, 1921
- Gonocephalum torridum (Champion, 1894)
- Gonocephalum walkeri (Champion, 1894)
- Gonocephalum yelamosi Español & Viñolas, 1983